# Municipio de West Fork (condado de Woodbury)
El municipio de West Fork (en inglés: West Fork Township) es un municipio ubicado en el condado de Woodbury en el estado estadounidense de Iowa. En el año 2010 tenía una población de 339 habitantes y una densidad poblacional de 3,7 personas por km².

## Geografía
El municipio de West Fork se encuentra ubicado en las coordenadas 42°20′39″N 96°4′30″O / 42.34417, -96.07500. Según la Oficina del Censo de los Estados Unidos, el municipio tiene una superficie total de 91.5 km², de la cual 91,43 km² corresponden a tierra firme y (0,08 %) 0,08 km² es agua.

## Demografía
Según el censo de 2010, había 339 personas residiendo en el municipio de West Fork. La densidad de población era de 3,7 hab./km². De los 339 habitantes, el municipio de West Fork estaba compuesto por el 97,35 % blancos, el 1,18 % eran amerindios, el 0,29 % eran asiáticos y el 1,18 % eran de una mezcla de razas. Del total de la población el 1,47 % eran hispanos o latinos de cualquier raza.